# Valaris
Valaris (em grego: Οὐάλαρις; romaniz.: Ouálaris; m. 542) foi um soldado gótico do século VI, ativo durante o reinado do rei Tótila (r. 541–552).

## Vida
Valaris fez parte do exército de Tótila que lutou na Batalha de Favência. Antes do início da batalha, Valaria aproximou-se dos bizantinos com seu cavalo e desafiou qualquer um deles para combate único. Procópio de Cesareia descreve-o como um homem de grande porte físico e habilidade marcial. Sua aparência marcial amedrontou os soldados bizantinos, e apenas o armênios Artabazes aceitou o desafio. O duelo foi conduzido a cavalo e Artabazes foi capaz de acertá-lo em seu lado direito com a lança, mortalmente ferindo-o.
Valaris não caiu, contudo, sendo apoiado por sua lança que foi encostada numa pedra. Enquanto Artabazes estava empurrando sua lança contra seu inimigo na tentativa de matá-lo, a lança de Valaria, que estava quase na posição vertical, cortou o pescoço de Artabazes. Apesar da ferida não ser séria, ela causou grande derramamento de sangue, que não podia ser interrompido. Valaris morreu no local, enquanto Artabazes sucumbiu três dias depois.